# Maximilienne-Marie de Bavière
Marie Maximilienne de Bavière (4 juillet 1552 à Munich; 11 juillet 1614 à Munich) est une princesse de Bavière.

## Biographie
Marie Maximilienne est la plus jeune fille du duc Albert V de Bavière (1528-1579) de son mariage avec l'archiduchesse Anne d'Autriche (1528-1590), deuxième fille de l'empereur Ferdinand Ier, La princesse reçoit une formation musicale, notamment avec l'organiste Hans Schachinger le Jeune. Elle a une relation étroite avec le maître de chapelle de la famille, Roland de Lassus.
Marie Maximilienne reste célibataire et vit à la cour de son frère Guillaume V, qui lui verse chaque année, 6.000 florins. Elle a des relations très proches avec sa sœur Marie-Anne de Bavière (1551-1608), la femme de l'archiduc Charles II d'Autriche-Styrie. 
Le peintre Johann Weiner travaille pour elle,. Marie Maximiliana est enterrée à la Cathédrale Notre-Dame de Munich.

## Sources
- Friedrich Emanuel von Hurter: Image chrétienne de la Princesse Marie de l'Archiduchesse d'Autriche, Duchesse de Bavière, Hurter, 1860, p. 37 et suiv.
- Dieter Albrecht: Maximilien Ier de Bavière 1573-1651, Oldenbourg éditeur scientifique, 1998, Ss. 143, 153